# Râul Fâstâci
Râul Fâstâci este un curs de apă, afluent al râului Buda. 